# Campionatul Mondial de tenis de masă pe echipe 2022 – feminin
Turneul pe echipe feminine al Campionatului Mondial de tenis de masă pe echipe din 2022 are loc în perioada 30 septembrie – 8 octombrie 2022.

## Format
Cele 28 de echipe au fost repartizate în șase grupe. După un round robin în fiecare grupă, primele două echipe din grupe și patru echipe cel mai bine clasate pe locul trei vor juca în faza eliminatorie. Un meci de echipă constă din cinci meciuri de simplu, în care fiecare meci de simplu va fi decis în cel mai bun din 5 jocuri.

## Faza grupelor
Orele sunt cele locale.

### Grupa 1
| Loc | Echipa                     | MJ | V | Î | GM | GP | GD  | Pct | Calificare |
| --- | -------------------------- | -- | - | - | -- | -- | --- | --- | ---------- |
| 1   | China                      | 4  | 4 | 0 | 12 | 0  | +12 | 8   | Optimi     |
| 2   | Puerto Rico                | 4  | 3 | 1 | 9  | 7  | +2  | 7   | Optimi     |
| 3   | Malaysia                   | 4  | 2 | 2 | 8  | 9  | −1  | 6   |            |
| 4   | Statele Unite ale Americii | 4  | 1 | 3 | 7  | 9  | −2  | 5   |            |
| 5   | Canada                     | 4  | 0 | 4 | 1  | 12 | −11 | 4   |            |

| 30 septembrie 2022 19:00 | Statele Unite | 3–0 | Canada |  |

|             | Meciuri individuale |     |             |                          |
| Sarah Jalli | Sarah Jalli         | 3–1 | Crystal Liu | 7–11, 11–8, 12–10, 13–11 |
| Lily Zhang  | Lily Zhang          | 3–0 | Ivy Liao    | 11–4, 11–8, 11–6         |
| Tiffany Ke  | Tiffany Ke          | 3–0 | Jiayi Nie   | 11–7, 12–10, 11–7        |
|             |                     |     |             |                          |
|             |                     |     |             |                          |

| 30 septembrie 2022 19:00 | Puerto Rico | 3–2 | Malaysia |  |

|              | Meciuri individuale |     |            |                               |
| Daniely Ríos | Daniely Ríos        | 0–3 | Karen Lyne | 10–12, 5–11, 4–11             |
| Adriana Díaz | Adriana Díaz        | 3–0 | Ho Ying    | 11–9, 11–5, 11–7              |
| Melanie Díaz | Melanie Díaz        | 0–3 | Tee Ai Xin | 6–11, 8–11, 13–15             |
| Adriana Díaz | Adriana Díaz        | 3–1 | Karen Lyne | 11–5, 12–10, 8–11, 11–6       |
| Daniely Ríos | Daniely Ríos        | 3–2 | Ho Ying    | 9–11, 11–5, 10–12, 11–4, 11–6 |

| 1 octombrie 2022 19:00 | China | 3–0 | Canada |  |

|             | Meciuri individuale |     |             |                  |
| Chen Meng   | Chen Meng           | 3–0 | Ivy Liao    | 11–2, 11–2, 11–5 |
| Sun Yingsha | Sun Yingsha         | 3–0 | Crystal Liu | 11–8, 11–4, 11–5 |
| Wang Manyu  | Wang Manyu          | 3–0 | Jiayi Nie   | 11–3, 11–3, 11–4 |
|             |                     |     |             |                  |
|             |                     |     |             |                  |

| 1 octombrie 2022 19:00 | Statele Unite | 2–3 | Malaysia |  |

|             | Meciuri individuale |     |               |                               |
| Lily Zhang  | Lily Zhang          | 3–0 | Karen Lyne    | 11–9, 11–5, 11–4              |
| Sarah Jalli | Sarah Jalli         | 0–3 | Chang Li Sian | 5–11, 7–11, 8–11              |
| Tiffany Ke  | Tiffany Ke          | 1–3 | Tee Ai Xin    | 7–11, 10–12, 13–11, 5–11      |
| Lily Zhang  | Lily Zhang          | 3–2 | Chang Li Sian | 10–12, 11–5, 7–11, 11–5, 11–9 |
| Sarah Jalli | Sarah Jalli         | 0–3 | Karen Lyne    | 3–11, 9–11, 8–11              |

| 2 octombrie 2022 16:00 | China | 3–0 | Puerto Rico |  |

|            | Meciuri individuale |     |              |                   |
| Wang Manyu | Wang Manyu          | 3–0 | Adriana Díaz | 12–10, 11–4, 11–5 |
| Chen Meng  | Chen Meng           | 3–0 | Daniely Ríos | 12–10, 11–9, 11–4 |
| Wang Yidi  | Wang Yidi           | 3–0 | Melanie Díaz | 11–1, 11–2, 11–3  |
|            |                     |     |              |                   |
|            |                     |     |              |                   |

| 2 octombrie 2022 19:00 | Canada | 1–3 | Malaysia |  |

|             | Meciuri individuale |     |                     |                                |
| Crystal Liu | Crystal Liu         | 3–2 | Karen Lyne          | 11–4, 10–12, 5–11, 13–11, 11–8 |
| Ivy Liao    | Ivy Liao            | 1–3 | Chang Li Sian Alice | 9–11, 6–11, 11–9, 8–11         |
| Jiayi Nie   | Jiayi Nie           | 0–3 | Tee Ai Xin          | 5–11, 8–11, 4–11               |
| Crystal Liu | Crystal Liu         | 1–3 | Chang Li Sian Alice | 4–11, 11–9, 9–11, 7–11         |
|             |                     |     |                     |                                |

| 3 octombrie 2022 13:00 | Puerto Rico | 3–0 | Canada |  |

|              | Meciuri individuale |     |              |                  |
| Adriana Díaz | Adriana Díaz        | 3–0 | Melanie Díaz | 11–3, 11–7, 11–3 |
| Daniely Ríos | Daniely Ríos        | 3–0 | Ivy Liao     | 11–3, 11–6, 11–4 |
| Melanie Díaz | Melanie Díaz        | 3–0 | May Hui Tong | 11–5, 11–4, 11–5 |
|              |                     |     |              |                  |
|              |                     |     |              |                  |

| 3 octombrie 2022 16:00 | China | 3–0 | Statele Unite ale Americii |  |

|               | Meciuri individuale |     |              |                        |
| Sun Yingsha   | Sun Yingsha         | 3–0 | Lily Zhang   | 14–12, 11–3, 11–8      |
| Chen Xingtong | Chen Xingtong       | 3–1 | Sarah Jalli  | 9–11, 11–2, 11–5, 11–4 |
| Chen Meng     | Chen Meng           | 3–0 | Lin Yishiuan | 11–6, 11–2, 11–5       |
|               |                     |     |              |                        |
|               |                     |     |              |                        |

| 4 octombrie 2022 13:00 | Statele Unite | 2–3 | Puerto Rico |  |

|             | Meciuri individuale |     |              |                              |
| Lily Zhang  | Lily Zhang          | 3–0 | Daniely Ríos | 11–6, 11–8, 11–7             |
| Sarah Lalli | Sarah Lalli         | 0–3 | Adriana Díaz | 4–11, 4–11, 3–11             |
| Tiffany Ke  | Tiffany Ke          | 0–3 | Melanie Díaz | 6–11, 10–12, 10–12           |
| Lily Zhang  | Lily Zhang          | 3–2 | Adriana Díaz | 7–11, 6–11, 11–8, 11–8, 11–4 |
| Sarah Jalli | Sarah Jalli         | 2–3 | Daniely Ríos | 5–11, 8–11, 11–9, 11–7, 9–11 |

| 4 octombrie 2022 19:00 | China | 3–0 | Malaysia |  |

|             | Meciuri individuale |     |                     |                  |
| Sun Yingsha | Sun Yingsha         | 3–0 | Karen Lyne          | 11–8, 11–7, 11–6 |
| Wang Manyu  | Wang Manyu          | 3–0 | Tee Ai Xin          | 11–5, 11–3, 11–8 |
| Wang Yidi   | Wang Yidi           | 3–0 | Chang Li Sian Alice | 11–6, 11–3, 11–0 |
|             |                     |     |                     |                  |
|             |                     |     |                     |                  |

### Grupa 2
| Loc | Echipa     | MJ | V | Î | GM | GP | GD  | Pct | Calificare |
| --- | ---------- | -- | - | - | -- | -- | --- | --- | ---------- |
| 1   | Japonia    | 4  | 4 | 0 | 12 | 0  | +12 | 8   | Optimi     |
| 2   | Slovacia   | 4  | 3 | 1 | 9  | 6  | +3  | 7   | Optimi     |
| 3   | Ungaria    | 4  | 2 | 2 | 7  | 7  | 0   | 6   | Optimi     |
| 4   | Polonia    | 4  | 1 | 3 | 5  | 11 | −6  | 5   |            |
| 5   | Uzbekistan | 4  | 0 | 4 | 3  | 12 | −9  | 4   |            |

| 30 septembrie 2022 10:00 | Japonia | 3–0 | Slovacia |  |

|               | Meciuri individuale |     |                   |                         |
| Miyuu Kihara  | Miyuu Kihara        | 3–1 | Barbora Balážová  | 9–11, 11–8, 11–6, 11–6  |
| Mima Ito      | Mima Ito            | 3–1 | Ema Labošová      | 11–6, 11–8, 4–11, 12–10 |
| Miyu Nagasaki | Miyu Nagasaki       | 3–0 | Tatiana Kukuľková | 11–5, 11–3, 11–5        |
|               |                     |     |                   |                         |
|               |                     |     |                   |                         |

| 30 septembrie 2022 10:00 | Ungaria | 3–1 | Uzbekistan |  |

|                  | Meciuri individuale |     |                    |                              |
| Dóra Madarász    | Dóra Madarász       | 3–1 | Markhabo Magdieva  | 9–11, 13–11, 11–9, 11–8      |
| Leonie Hartbrich | Leonie Hartbrich    | 3–2 | Sugdiyona Madaliev | 11–8, 11–6, 6–11, 6–11, 11–2 |
| Helga Dari       | Helga Dari          | 1–3 | Rozalina Khadjieva | 9–11, 7–11, 11–9, 7–11       |
| Dóra Madarász    | Dóra Madarász       | 3–0 | Sugdiyona Madaliev | 11–4, 11–6, 11–5             |
|                  |                     |     |                    |                              |

| 1 octombrie 2022 13:00 | Polonia | 3–2 | Uzbekistan |  |

|                   | Meciuri individuale |     |                    |                               |
| Anna Węgrzyn      | Anna Węgrzyn        | 3–2 | Markhabo Magdieva  | 11–8, 11–9, 7–11, 12–14, 11–9 |
| Katarzyna Węgrzyn | Katarzyna Węgrzyn   | 3–2 | Asel Erkebaeva     | 11–3, 11–6, 10–12, 11–4       |
| Paulina Krzysiek  | Paulina Krzysiek    | 1–3 | Rozalina Khadjieva | 9–11, 5–11, 11–7, 4–11        |
| Katarzyna Węgrzyn | Katarzyna Węgrzyn   | 1–3 | Markhabo Magdieva  | 8–11, 8–11, 12–10, 9–11       |
| Anna Węgrzyn      | Anna Węgrzyn        | 3–0 | Asel Erkebaeva     | 11–4, 11–7, 11–2              |

| 1 octombrie 2022 16:00 | Ungaria | 1–3 | Slovacia |  |

|                  | Meciuri individuale |     |                   |                        |
| Dóra Madarász    | Dóra Madarász       | 3–0 | Tatiana Kukuľková | 12–10, 11–7, 11–6      |
| Leonie Hartbrich | Leonie Hartbrich    | 0–3 | Barbora Balážová  | 6–11, 4–11, 9–11       |
| Helga Dari       | Helga Dari          | 1–3 | Ema Labošová      | 6–11, 8–11, 11–9, 3–11 |
| Dóra Madarász    | Dóra Madarász       | 1–3 | Barbora Balážová  | 7–11, 8–11, 11–7, 7–11 |
|                  |                     |     |                   |                        |

| 2 octombrie 2022 13:00 | Slovacia | 3–0 | Uzbekistan |  |

|                   | Meciuri individuale |     |                    |                        |
| Barbora Balážová  | Barbora Balážová    | 3–0 | Rozalina Khadjieva | 11–8, 11–8, 13–11      |
| Tatiana Kukuľková | Tatiana Kukuľková   | 3–1 | Markhabo Magdieva  | 11–3, 11–8, 5–11, 11–9 |
| Ema Labošová      | Ema Labošová        | 3–0 | Sugdiyona Madaliev | 11–8, 11–5, 11–2       |
|                   |                     |     |                    |                        |
|                   |                     |     |                    |                        |

| 2 octombrie 2022 19:00 | Japonia | 3–0 | Polonia |  |

|               | Meciuri individuale |     |                   |                  |
| Mima Ito      | Mima Ito            | 3–0 | Anna Węgrzyn      | 11–7, 11–7, 11–4 |
| Hitomi Sato   | Hitomi Sato         | 3–0 | Katarzyna Węgrzyn | 11–9, 11–6, 11–9 |
| Miyu Nagasaki | Miyu Nagasaki       | 3–0 | Paulina Krzysiek  | 11–5, 11–3, 11–4 |
|               |                     |     |                   |                  |
|               |                     |     |                   |                  |

| 3 octombrie 2022 19:00 | Japonia | 3–0 | Ungaria |  |

|             | Meciuri individuale |     |                  |                         |
| Mima Ito    | Mima Ito            | 3–1 | Helga Dari       | 10–12, 11–5, 11–5, 11–6 |
| Hina Hayata | Hina Hayata         | 3–1 | Dóra Madarász    | 5–11, 11–3, 11–5, 11–4  |
| Hitomi Sato | Hitomi Sato         | 3–0 | Leonie Hartbrich | 11–6, 11–4, 11–8        |
|             |                     |     |                  |                         |
|             |                     |     |                  |                         |

| 3 octombrie 2022 19:00 | Polonia | 2–3 | Slovacia |  |

|                   | Meciuri individuale |     |                   |                               |
| Katarzyna Węgrzyn | Katarzyna Węgrzyn   | 3–1 | Tatiana Kukuľková | 11–7, 3–11, 13–11, 11–5       |
| Paulina Krzysiek  | Paulina Krzysiek    | 0–3 | Barbora Balážová  | 4–11, 3–11, 4–11              |
| Anna Węgrzyn      | Anna Węgrzyn        | 3–2 | Ema Labošová      | 11–9, 11–6, 9–11, 7–11, 11–8  |
| Katarzyna Węgrzyn | Katarzyna Węgrzyn   | 2–3 | Barbora Balážová  | 11–6, 6–11, 9–11, 11–2, 10–12 |
| Paulina Krzysiek  | Paulina Krzysiek    | 0–3 | Tatiana Kukuľková | 9–11, 8–11, 10–12             |

| 4 octombrie 2022 19:00 | Japonia | 3–0 | Uzbekistan |  |

|               | Meciuri individuale |     |                    |                  |
| Miyuu Kihara  | Miyuu Kihara        | 3–0 | Markhabo Magdieva  | 11–5, 11–3, 11–5 |
| Hina Hayata   | Hina Hayata         | 3–0 | Rozalina Khadjieva | 11–7, 11–4, 11–4 |
| Miyu Nagasaki | Miyu Nagasaki       | 3–0 | Asel Erkebaeva     | 11–2, 11–8, 11–5 |
|               |                     |     |                    |                  |
|               |                     |     |                    |                  |

| 4 octombrie 2022 19:00 | Ungaria | 3–0 | Polonia |  |

|                  | Meciuri individuale |     |                   |                               |
| Leonie Hartbrich | Leonie Hartbrich    | 3–2 | Katarzyna Węgrzyn | 1–11, 5–11, 11–7, 11–8, 12–10 |
| Dóra Madarász    | Dóra Madarász       | 3–2 | Anna Węgrzyn      | 7–11, 11–1, 11–4, 13–15, 11–9 |
| Helga Dari       | Helga Dari          | 3–1 | Paulina Krzysiek  | 13–11, 13–15, 12–10, 13–11    |
|                  |                     |     |                   |                               |
|                  |                     |     |                   |                               |

### Grupa 3
| Loc | Echipa           | MJ | V | Î | GM | GP | GD  | Pct | Calificare |
| --- | ---------------- | -- | - | - | -- | -- | --- | --- | ---------- |
| 1   | Hong Kong, China | 4  | 4 | 0 | 13 | 2  | +11 | 8   | Optimi     |
| 2   | Franța           | 4  | 3 | 1 | 11 | 5  | +6  | 7   | Optimi     |
| 3   | Italia           | 4  | 2 | 2 | 6  | 7  | −1  | 6   |            |
| 4   | Brazilia         | 4  | 1 | 3 | 6  | 9  | −3  | 5   |            |
| 5   | Africa de Sud    | 4  | 0 | 4 | 0  | 12 | −12 | 4   |            |

| 30 septembrie 2022 10:00 | Brazilia | 3–0 | Africa de Sud |  |

|                  | Meciuri individuale |     |                |                  |
| Bruna Takahashi  | Bruna Takahashi     | 3–0 | Musfiquh Kalam | 11–4, 11–2, 11–5 |
| Giulia Takahashi | Giulia Takahashi    | 3–0 | Danisha Patel  | 11–3, 11–4, 11–7 |
| Laura Watanabe   | Laura Watanabe      | 3–0 | Lailaa Edwards | 11–4, 11–5, 11–1 |
|                  |                     |     |                |                  |
|                  |                     |     |                |                  |

| 30 septembrie 2022 10:00 | Hong Kong | 3–0 | Italia |  |

|              | Meciuri individuale |     |                  |                        |
| Doo Hoi Kem  | Doo Hoi Kem         | 3–0 | Debora Vivarelli | 11–5, 12–10, 11–5      |
| Zhu Chengzhu | Zhu Chengzhu        | 3–1 | Giorgia Piccolin | 11–8, 7–11, 11–5, 11–1 |
| Lee Ho Ching | Lee Ho Ching        | 3–0 | Nicole Arlia     | 11–6, 11–7, 12–10      |
|              |                     |     |                  |                        |
|              |                     |     |                  |                        |

| 1 octombrie 2022 10:00 | Franța | 3–0 | Africa de Sud |  |

|                 | Meciuri individuale |     |                |                  |
| Prithika Pavade | Prithika Pavade     | 3–0 | Danisha Patel  | 11–6, 11–6, 11–5 |
| Jia Nan Yuan    | Jia Nan Yuan        | 3–0 | Musfiquh Kalam | 11–0, 11–4, 11–0 |
| Charlotte Lutz  | Charlotte Lutz      | 3–0 | Zodwa Maphanga | 11–5, 11–2, 11–9 |
|                 |                     |     |                |                  |
|                 |                     |     |                |                  |

| 1 octombrie 2022 10:00 | Brazilia | 1–3 | Italia |  |

|                  | Meciuri individuale |     |                  |                         |
| Laura Watanabe   | Laura Watanabe      | 0–3 | Giorgia Piccolin | 8–11, 8–11, 5–11        |
| Bruna Takahashi  | Bruna Takahashi     | 3–1 | Nicole Arlia     | 11–5, 11–7, 8–11, 11–4  |
| Giulia Takahashi | Giulia Takahashi    | 1–3 | Debora Vivarelli | 8–11, 6–11, 12–10, 6–11 |
| Bruna Takahashi  | Bruna Takahashi     | 1–3 | Giorgia Piccolin | 5–11, 9–11, 11–8, 9–11  |
|                  |                     |     |                  |                         |

| 2 octombrie 2022 10:00 | Hong Kong | 3–2 | Franța |  |

|              | Meciuri individuale |     |                   |                         |
| Doo Hoi Kem  | Doo Hoi Kem         | 3–1 | Prithika Pavade   | 6–11, 11–7, 11–6, 11–8  |
| Chengzhu Zhu | Chengzhu Zhu        | 3–1 | Jia Nan Yuan      | 11–7, 11–4, 9–11, 11–9  |
| Lee Ho Ching | Lee Ho Ching        | 0–3 | Pauline Chasselin | 7–11, 9–11, 9–11        |
| Doo Hoi Kem  | Doo Hoi Kem         | 1–3 | Jia Nan Yuan      | 9–11, 11–3, 12–14, 9–11 |
| Chengzhu Zhu | Chengzhu Zhu        | 3–1 | Prithika Pavade   | 11–6, 12–10, 8–11, 11–6 |

| 2 octombrie 2022 13:00 | Italia | 3–0 | Africa de Sud |  |

|                  | Meciuri individuale |     |                |                        |
| Nicole Arlia     | Nicole Arlia        | 3–0 | Danisha Patel  | 11–4, 11–5, 11–7       |
| Giorgia Piccolin | Giorgia Piccolin    | 3–0 | Lailaa Edwards | 11–2, 11–3, 11–4       |
| Debora Vivarelli | Debora Vivarelli    | 3–1 | Zodwa Maphanga | 11–7, 11–2, 8–11, 11–1 |
|                  |                     |     |                |                        |
|                  |                     |     |                |                        |

| 3 octombrie 2022 10:00 | Hong Kong | 3–0 | Brazilia |  |

|              | Meciuri individuale |     |                  |                   |
| Doo Hoi Kem  | Doo Hoi Kem         | 3–0 | Giulia Takahashi | 11–7, 11–4, 12–10 |
| Zhu Chengzhu | Zhu Chengzhu        | 3–0 | Bruna Takahashi  | 11–7, 11–7, 18–16 |
| Minnie Soo   | Minnie Soo          | 3–0 | Laura Watanabe   | 11–6, 11–5, 11–8  |
|              |                     |     |                  |                   |
|              |                     |     |                  |                   |

| 3 octombrie 2022 13:00 | Franța | 3–0 | Italia |  |

|                   | Meciuri individuale |     |                  |                        |
| Prithika Pavade   | Prithika Pavade     | 3–1 | Giorgia Piccolin | 11–7, 11–6, 7–11, 11–5 |
| Jia Nan Yuan      | Jia Nan Yuan        | 3–1 | Nicole Arlia     | 11–7, 11–7, 7–11, 11–9 |
| Pauline Chasselin | Pauline Chasselin   | 3–0 | Debora Vivarelli | 12–10, 13–11, 13–11    |
|                   |                     |     |                  |                        |
|                   |                     |     |                  |                        |

| 4 octombrie 2022 10:00 | Brazilia | 2–3 | Franța |  |

|                  | Meciuri individuale |     |                   |                          |
| Bruna Takahashi  | Bruna Takahashi     | 3–0 | Pauline Chasselin | 13–11, 11–6, 11–6        |
| Giulia Takahashi | Giulia Takahashi    | 0–3 | Prithika Pavade   | 5–11, 7–11, 7–11         |
| Laura Watanabe   | Laura Watanabe      | 3–1 | Charlotte Lutz    | 12–10, 11–4, 5–11, 12–10 |
| Bruna Takahashi  | Bruna Takahashi     | 1–3 | Prithika Pavade   | 8–11, 12–14, 11–9, 9–11  |
| Giulia Takahashi | Giulia Takahashi    | 0–3 | Pauline Chasselin | 9–11, 6–11, 8–11         |

| 4 octombrie 2022 10:00 | Hong Kong | 3–0 | Africa de Sud |  |

|              | Meciuri individuale |     |                |                   |
| Minnie Soo   | Minnie Soo          | 3–0 | Zodwa Maphanga | 11–3, 11–7, 11–4  |
| Wing Lam Ng  | Wing Lam Ng         | 3–0 | Musfiquh Kalam | 11–5, 11–3, 11–7  |
| Lee Ho Ching | Lee Ho Ching        | 3–0 | Lailaa Edwards | 12–10, 11–5, 11–2 |
|              |                     |     |                |                   |
|              |                     |     |                |                   |

### Grupa 4
| Loc | Echipa        | MJ | V | Î | GM | GP | GD  | Pct | Calificare |
| --- | ------------- | -- | - | - | -- | -- | --- | --- | ---------- |
| 1   | Singapore     | 4  | 3 | 1 | 10 | 4  | +6  | 7   | Optimi     |
| 2   | Luxemburg     | 4  | 3 | 1 | 9  | 5  | +4  | 7   | Optimi     |
| 3   | Coreea de Sud | 4  | 2 | 2 | 8  | 7  | +1  | 6   | Optimi     |
| 4   | Thailanda     | 4  | 2 | 2 | 8  | 7  | +1  | 6   |            |
| 5   | Iran          | 4  | 0 | 4 | 0  | 12 | −12 | 4   |            |

| 30 septembrie 2022 16:00 | Singapore | 3–0 | Iran |  |

|             | Meciuri individuale |     |                 |                   |
| Wong Xin Ru | Wong Xin Ru         | 3–0 | Neda Shahsavari | 11–8, 11–7, 11–4  |
| Zeng Jian   | Zeng Jian           | 3–0 | Mahshid Ashtari | 11–9, 11–9, 11–2  |
| Zhou Jingyi | Zhou Jingyi         | 3–0 | Parinaz Hajilou | 11–7, 11–9, 13–11 |
|             |                     |     |                 |                   |
|             |                     |     |                 |                   |

| 30 septembrie 2022 16:00 | Coreea de Sud | 1–3 | Luxemburg |  |

|              | Meciuri individuale |     |                   |                               |
| Lee Zi-on    | Lee Zi-on           | 3–0 | Sarah De Nutte    | 11–9, 11–4, 11–9              |
| Jeon Ji-hee  | Jeon Ji-hee         | 1–3 | Ni Xialian        | 4–11, 11–8, 6–11, 9–11        |
| Kim Na-yeong | Kim Na-yeong        | 1–3 | Tessy Gonderinger | 10–12, 9–11, 11–2, 9–11       |
| Lee Zi-on    | Lee Zi-on           | 2–3 | Ni Xialian        | 3–11, 12–10, 9–11, 11–7, 4–11 |
|              |                     |     |                   |                               |

| 1 octombrie 2022 19:00 | Singapore | 3–0 | Luxemburg |  |

|             | Meciuri individuale |     |                   |                               |
| Zeng Jian   | Zeng Jian           | 3–1 | Sarah De Nutte    | 11–2, 6–11, 11–3, 11–9        |
| Zhou Jingyi | Zhou Jingyi         | 3–2 | Ni Xialian        | 4–11, 6–11, 11–5, 11–8, 14–12 |
| Wong Xin Ru | Wong Xin Ru         | 3–0 | Tessy Gonderinger | 11–8, 11–7, 11–5              |
|             |                     |     |                   |                               |
|             |                     |     |                   |                               |

| 1 octombrie 2022 19:00 | Thailanda | 3–0 | Iran |  |

|                          | Meciuri individuale      |     |                 |                               |
| Orawan Paranang          | Orawan Paranang          | 3–0 | Mahshid Ashtari | 12–10, 11–2, 119              |
| Jinnipa Sawettabut       | Jinnipa Sawettabut       | 3–2 | Neda Shahsavari | 11–8, 11–13, 11–5, 6–11, 11–8 |
| Wanwisa Aueawiriyayothin | Wanwisa Aueawiriyayothin | 3–1 | Parinaz Hajilou | 11–5, 16–14, 6–11, 11–6       |
|                          |                          |     |                 |                               |
|                          |                          |     |                 |                               |

| 2 octombrie 2022 13:00 | Coreea de Sud | 3–1 | Thailanda |  |

|              | Meciuri individuale |     |                          |                                |
| Yoon Hyo-bin | Yoon Hyo-bin        | 0–3 | Orawan Paranang          | 7–11, 8–11, 4–11               |
| Lee Zi-on    | Lee Zi-on           | 3–2 | Jinnipa Sawettabut       | 11–7, 8–11, 11–5, 13–15, 15–13 |
| Kim Na-yeong | Kim Na-yeong        | 3–1 | Wanwisa Aueawiriyayothin | 13–15, 11–6, 11–5, 11–9        |
| Lee Zi-on    | Lee Zi-on           | 3–2 | Orawan Paranang          | 11–4, 4–11, 7–11, 11–6, 11–9   |
|              |                     |     |                          |                                |

| 2 octombrie 2022 13:00 | Luxembourg | 3–0 | Iran |  |

|                   | Meciuri individuale |     |                 |                                |
| Ni Xialian        | Ni Xialian          | 3–1 | Elina Rahimi    | 11–9, 6–11, 11–5, 11–6         |
| Sarah De Nutte    | Sarah De Nutte      | 3–1 | Neda Shahsavari | 11–9, 11–6, 6–11, 15–13        |
| Tessy Gonderinger | Tessy Gonderinger   | 3–2 | Shima Safaei    | 16–14, 8–11, 10–12, 11–9, 11–6 |
|                   |                     |     |                 |                                |
|                   |                     |     |                 |                                |

| 3 octombrie 2022 10:00 | Coreea de Sud | 1–3 | Singapore |  |

|              | Meciuri individuale |     |              |                               |
| Lee Zi-on    | Lee Zi-on           | 2–3 | Zhou Jingyi  | 11–5, 9–11, 11–8, 8–11, 10–12 |
| Kim Na-yeong | Kim Na-yeong        | 1–3 | Zeng Jian    | 9–11, 11–9, 9–11, 9–11        |
| Yoon Hyo-bin | Yoon Hyo-bin        | 3–0 | Goi Rui Xuan | 11–6, 11–7, 11–9              |
| Lee Zi-on    | Lee Zi-on           | 0–3 | Zeng Jian    | 5–11, 3–11, 10–12             |
|              |                     |     |              |                               |

| 3 octombrie 2022 19:00 | Thailanda | 1–3 | Luxemburg |  |

|                          | Meciuri individuale      |     |                   |                               |
| Orawan Paranang          | Orawan Paranang          | 0–3 | Sarah De Nutte    | 7–11, 9–11, 7–11              |
| Jinnipa Sawettabut       | Jinnipa Sawettabut       | 1–3 | Ni Xialian        | 3–11, 6–11, 12–10, 10–12      |
| Wanwisa Aueawiriyayothin | Wanwisa Aueawiriyayothin | 3–1 | Tessy Gonderinger | 9–11, 11–9, 11–7, 11–6        |
| Orawan Paranang          | Orawan Paranang          | 2–3 | Ni Xialian        | 5–11, 11–6, 11–13, 11–8, 6–11 |
|                          |                          |     |                   |                               |

| 4 octombrie 2022 16:00 | Singapore | 1–3 | Thailanda |  |

|               | Meciuri individuale |     |                          |                   |
| Wong Xin Ru   | Wong Xin Ru         | 0–3 | Orawan Paranang          | 9–11, 3–11, 7–11  |
| Zhou Jingyi   | Zhou Jingyi         | 3–0 | Jinnipa Sawettabut       | 11–9, 12–10, 11–6 |
| Wanling Zhang | Wanling Zhang       | 0–3 | Wanwisa Aueawiriyayothin | 4–11, 5–11, 3–11  |
| Zhou Jingyi   | Zhou Jingyi         | 0–3 | Orawan Paranang          | 20–22, 8–11, 5–11 |
|               |                     |     |                          |                   |

| 4 octombrie 2022 16:00 | Coreea de Sud | 3–0 | Iran |  |

|              | Meciuri individuale |     |                 |                                |
| Kim Na-yeong | Kim Na-yeong        | 3–0 | Shima Safaei    | 11–3, 11–6, 11–3               |
| Lee Zi-on    | Lee Zi-on           | 3–2 | Parinaz Hajilou | 11–2, 11–13, 10–12, 11–9, 11–7 |
| Yoon Hyo-bin | Yoon Hyo-bin        | 3–0 | Elina Rahimi    | 11–9, 11–9, 11–6               |
|              |                     |     |                 |                                |
|              |                     |     |                 |                                |

### Grupa 5
| Loc | Echipa   | MJ | V | Î | GM | GP | GD | Pct | Calificare |
| --- | -------- | -- | - | - | -- | -- | -- | --- | ---------- |
| 1   | Germania | 3  | 3 | 0 | 9  | 2  | +7 | 6   | Optimi     |
| 2   | India    | 3  | 2 | 1 | 8  | 4  | +4 | 5   | Optimi     |
| 3   | Cehia    | 3  | 1 | 2 | 3  | 7  | −4 | 4   | Optimi     |
| 4   | Egipt    | 3  | 0 | 3 | 2  | 9  | −7 | 3   |            |

| 1 octombrie 2022 13:00 | Germania | 3–2 | India |  |

|                | Meciuri individuale |     |                    |                         |
| Han Ying       | Han Ying            | 3–0 | Manika Batra       | 11–3, 11–1, 11–2        |
| Nina Mittelham | Nina Mittelham      | 0–3 | Sreeja Akula       | 9–11, 10–12, 7–11       |
| Sabine Winter  | Sabine Winter       | 1–3 | Diya Parag Chitale | 9–11, 8–11, 11–6, 11–13 |
| Nina Mittelham | Nina Mittelham      | 3–1 | Manika Batra       | 7–11, 11–6, 11–7, 11–8  |
| Han Ying       | Han Ying            | 3–0 | Sreeja Akula       | 11–3, 11–5, 11–4        |

| 1 octombrie 2022 13:00 | Egipt | 1–3 | Cehia |  |

|                    | Meciuri individuale |     |                     |                              |
| Dina Meshref       | Dina Meshref        | 3–1 | Markéta Ševčíková   | 8–11, 11–6, 12–10, 11–5      |
| Hana Goda          | Hana Goda           | 0–3 | Hana Matelová       | 8–11, 5–11, 9–11             |
| Yousra Abdel Razek | Yousra Abdel Razek  | 2–3 | Kateřina Tomanovská | 8–11, 11–9, 11–8, 9–11, 6–11 |
| Dina Meshref       | Dina Meshref        | 1–3 | Hana Matelová       | 11–8, 7–11, 6–11, 12–14      |
|                    |                     |     |                     |                              |

| 2 octombrie 2022 10:00 | Germania | 3–0 | Egipt |  |

|                | Meciuri individuale |     |                 |                    |
| Han Ying       | Han Ying            | 3–0 | Dina Meshref    | 11–5, 11–3, 11–6   |
| Shan Xiaona    | Shan Xiaona         | 3–0 | Hana Goda       | 11–4, 11–9, 11–4   |
| Nina Mittelham | Nina Mittelham      | 3–0 | Mariam Alhodaby | 14–12, 13–11, 11–3 |
|                |                     |     |                 |                    |
|                |                     |     |                 |                    |

| 2 octombrie 2022 16:00 | India | 3–0 | Cehia |  |

|                    | Meciuri individuale |     |                     |                            |
| Manika Batra       | Manika Batra        | 3–1 | Hana Matelová       | 11–6, 11–6, 8–11, 12–10    |
| Sreeja Akula       | Sreeja Akula        | 3–0 | Markéta Ševčíková   | 11–5, 11–3, 11–8           |
| Diya Parag Chitale | Diya Parag Chitale  | 3–1 | Kateřina Tomanovská | 11–13, 15–13, 12–10, 14–12 |
|                    |                     |     |                     |                            |
|                    |                     |     |                     |                            |

| 3 octombrie 2022 13:00 | Germania | 3–0 | Cehia |  |

|                | Meciuri individuale |     |                     |                        |
| Han Ying       | Han Ying            | 3–0 | Kateřina Tomanovská | 11–4, 11–5, 11–7       |
| Nina Mittelham | Nina Mittelham      | 3–1 | Hana Matelová       | 8–11, 11–7, 11–9, 11–6 |
| Shan Xiaona    | Shan Xiaona         | 3–0 | Markéta Ševčíková   | 11–8, 11–4, 11–5       |
|                |                     |     |                     |                        |
|                |                     |     |                     |                        |

| 3 octombrie 2022 13:00 | Egipt | 1–3 | India |  |

|                    | Meciuri individuale |     |                    |                               |
| Hana Goda          | Hana Goda           | 0–3 | Sreeja Akula       | 6–11, 4–11, 1–11              |
| Dina Meshref       | Dina Meshref        | 2–3 | Manika Batra       | 11–8, 6–11, 7–11, 11–1, 8–11  |
| Yousra Abdel Razek | Yousra Abdel Razek  | 3–2 | Diya Parag Chitale | 5–11, 12–10, 9–11, 11–1, 11–4 |
| Dina Meshref       | Dina Meshref        | 1–3 | Sreeja Akula       | 8–11, 8–11, 11–9, 6–11        |
|                    |                     |     |                    |                               |

### Grupa 6
| Loc | Echipa          | MJ | V | Î | GM | GP | GD | Pct | Calificare |
| --- | --------------- | -- | - | - | -- | -- | -- | --- | ---------- |
| 1   | Taipeiul Chinez | 3  | 2 | 1 | 8  | 4  | +4 | 5   | Optimi     |
| 2   | Portugalia      | 3  | 2 | 1 | 6  | 7  | −1 | 5   | Optimi     |
| 3   | România         | 3  | 1 | 2 | 6  | 8  | −2 | 4   | Optimi     |
| 4   | Suedia          | 3  | 1 | 2 | 7  | 8  | −1 | 4   |            |

| 30 septembrie 2022 13:00 | Taipeiul Chinez | 3–0 | Portugalia |  |

|               | Meciuri individuale |     |            |                              |
| Chen Szu-yu   | Chen Szu-yu         | 3–1 | Shao Jieni | 11–7, 5–11, 16–14, 13–11     |
| Cheng I-ching | Cheng I-ching       | 3–2 | Fu Yu      | 5–11, 11–4, 9–11, 11–7, 11–5 |
| Liu Hsing-yin | Liu Hsing-yin       | 3–0 | Inês Matos | 11–8, 11–7, 11–7             |
|               |                     |     |            |                              |
|               |                     |     |            |                              |

| 30 septembrie 2022 16:00 | România | 3–2 | Suedia |  |

|                  | Meciuri individuale |     |                 |                               |
| Bernadette Szőcs | Bernadette Szőcs    | 3–0 | Matilda Hansson | 11–3, 11–4, 11–8              |
| Elizabeta Samara | Elizabeta Samara    | 2–3 | Linda Bergström | 8–11, 8–11, 11–6, 16–14, 9–11 |
| Adina Diaconu    | Adina Diaconu       | 3–0 | Filippa Bergand | 11–3, 11–3, 11–4              |
| Bernadette Szőcs | Bernadette Szőcs    | 2–3 | Linda Bergstrom | 7–11, 11–7, 12–14, 11–7, 2–11 |
| Elizabeta Samara | Elizabeta Samara    | 3–2 | Matilda Hansson | 11–3, 7–11, 10–12, 11–8, 11–8 |

| 1 octombrie 2022 10:00 | Suedia | 2–3 | Portugalia |  |

|                 | Meciuri individuale |     |            |                               |
| Linda Bergström | Linda Bergström     | 3–0 | Shao Jieni | 11–6, 11–6, 11–6              |
| Matilda Hansson | Matilda Hansson     | 0–3 | Fu Yu      | 3-11, 5–11, 4–11              |
| Filippa Bergand | Filippa Bergand     | 3–1 | Inês Matos | 11–9, 9-11, 11–4, 11–9        |
| Linda Bergström | Linda Bergström     | 2–3 | Fu Yu      | 11–7, 7–11, 8–11, 13–11, 9-11 |
| Matilda Hansson | Matilda Hansson     | 0–3 | Shao Jieni | 3-11, 6-11, 7-11              |

| 1 octombrie 2022 10:00 | România | 1–3 | Taipeiul Chinez |  |

|                  | Meciuri individuale |     |               |                               |
| Elizabeta Samara | Elizabeta Samara    | 2–3 | Chen Szu-yu   | 2-11, 5-11, 13-11, 11-8, 6-11 |
| Bernadette Szőcs | Bernadette Szőcs    | 3–0 | Cheng I-ching | 11-6, 11-6, 11-8              |
| Adina Diaconu    | Adina Diaconu       | 0–3 | Li Yu-Jhun    | 9-11, 8-11, 6-11              |
| Bernadette Szőcs | Bernadette Szőcs    | 2–3 | Chen Szu-yu   | 12-14, 11-7, 6-11, 11-8, 6-11 |
|                  |                     |     |               |                               |

| 3 octombrie 2022 16:00 | România | 2–3 | Portugalia |  |

|                  | Meciuri individuale |     |            |                                |
| Elizabeta Samara | Elizabeta Samara    | 2–3 | Shao Jieni | 13–11, 6–11, 4–11, 11–9, 11–13 |
| Bernadette Szőcs | Bernadette Szőcs    | 1–3 | Fu Yu      | 7–11, 7–11, 13–11, 6–11        |
| Adina Diaconu    | Adina Diaconu       | 3–0 | Inês Matos | 11–6, 11–9, 11–7               |
| Bernadette Szőcs | Bernadette Szőcs    | 3–2 | Shao Jieni | 6–11, 12–10, 7–11, 11–8, 11–5  |
| Elizabeta Samara | Elizabeta Samara    | 1–3 | Fu Yu      | 12–10, 4–11, 7–11, 7–11        |

| 3 octombrie 2022 16:00 | Taipeiul Chinez | 2–3 | Suedia |  |

|               | Meciuri individuale |     |                   |                                |
| Li Yu-Jhun    | Li Yu-Jhun          | 2–3 | Linda Bergström   | 8–11, 13–15, 11–4, 11–9, 4–11  |
| Liu Hsing-yin | Liu Hsing-yin       | 3–0 | Rebecca Muskantor | 11–4, 11–6, 11–8               |
| Huang Yi-hua  | Huang Yi-hua        | 2–3 | Filippa Bergand   | 11–6, 7–11, 9–11, 11–6, 13–15  |
| Li Yu-Jhun    | Li Yu-Jhun          | 3–2 | Rebecca Muskantor | 12–14, 11–6, 10–12, 11–5, 11–4 |
| Liu Hsing-yin | Liu Hsing-yin       | 2–3 | Linda Bergström   | 9–11, 11–6, 11–7, 2–11, 10–12  |

## Faza eliminatorie
|  | Optimi           | Optimi          |                  |   | Sferturi de finală | Sferturi de finală |  |  | Semifinale | Semifinale |  |  | Finala | Finala |
|  |                  |                 |                  |   |                    |                    |  |  |            |            |  |  |        |        |
|  |                  |                 |                  |   |                    |                    |  |  |            |            |  |  |        |        |
|  |                  |                 |                  |   |                    |                    |  |  |            |            |  |  |        |        |
|  | China            | 3               |                  |   |                    |                    |  |  |            |            |  |  |        |        |
|  | China            | 3               |                  |   |                    |                    |  |  |            |            |  |  |        |        |
|  | Ungaria          | 0               |                  |   |                    |                    |  |  |            |            |  |  |        |        |
|  | Ungaria          | 0               | China            | 3 |                    |                    |  |  |            |            |  |  |        |        |
|  |                  |                 | China            | 3 |                    |                    |  |  |            |            |  |  |        |        |
|  |                  | Portugalia      | 0                |   |                    |                    |  |  |            |            |  |  |        |        |
|  | Portugalia       | Portugalia      | 0                | 3 |                    |                    |  |  |            |            |  |  |        |        |
|  | Portugalia       |                 |                  | 3 |                    |                    |  |  |            |            |  |  |        |        |
|  | Luxemburg        | 1               |                  |   |                    |                    |  |  |            |            |  |  |        |        |
|  | Luxemburg        | 1               | China            | 3 |                    |                    |  |  |            |            |  |  |        |        |
|  |                  |                 | China            | 3 |                    |                    |  |  |            |            |  |  |        |        |
|  |                  | Taipeiul Chinez | 0                |   |                    |                    |  |  |            |            |  |  |        |        |
|  | Taipeiul Chinez  | Taipeiul Chinez | 0                | 3 |                    |                    |  |  |            |            |  |  |        |        |
|  | Taipeiul Chinez  |                 |                  | 3 |                    |                    |  |  |            |            |  |  |        |        |
|  | India            | 0               |                  |   |                    |                    |  |  |            |            |  |  |        |        |
|  | India            | 0               | Taipeiul Chinez  | 3 |                    |                    |  |  |            |            |  |  |        |        |
|  |                  |                 | Taipeiul Chinez  | 3 |                    |                    |  |  |            |            |  |  |        |        |
|  |                  | Singapore       | 2                |   |                    |                    |  |  |            |            |  |  |        |        |
|  | Cehia            | Singapore       | 2                | 1 |                    |                    |  |  |            |            |  |  |        |        |
|  | Cehia            |                 |                  | 1 |                    |                    |  |  |            |            |  |  |        |        |
|  | Singapore        | 3               |                  |   |                    |                    |  |  |            |            |  |  |        |        |
|  | Singapore        | 3               | China            | 3 |                    |                    |  |  |            |            |  |  |        |        |
|  |                  |                 | China            | 3 |                    |                    |  |  |            |            |  |  |        |        |
|  |                  | Japonia         | 0                |   |                    |                    |  |  |            |            |  |  |        |        |
|  | Hong Kong, China | Japonia         | 0                | 3 |                    |                    |  |  |            |            |  |  |        |        |
|  | Hong Kong, China |                 |                  | 3 |                    |                    |  |  |            |            |  |  |        |        |
|  | România          | 2               |                  |   |                    |                    |  |  |            |            |  |  |        |        |
|  | România          | 2               | Hong Kong, China | 2 |                    |                    |  |  |            |            |  |  |        |        |
|  |                  |                 | Hong Kong, China | 2 |                    |                    |  |  |            |            |  |  |        |        |
|  |                  | Germania        | 3                |   |                    |                    |  |  |            |            |  |  |        |        |
|  | Puerto Rico      | Germania        | 3                | 1 |                    |                    |  |  |            |            |  |  |        |        |
|  | Puerto Rico      |                 |                  | 1 |                    |                    |  |  |            |            |  |  |        |        |
|  | Germania         | 3               |                  |   |                    |                    |  |  |            |            |  |  |        |        |
|  | Germania         | 3               | Germania         | 0 |                    |                    |  |  |            |            |  |  |        |        |
|  |                  |                 | Germania         | 0 |                    |                    |  |  |            |            |  |  |        |        |
|  |                  | Japonia         | 3                |   |                    |                    |  |  |            |            |  |  |        |        |
|  | Slovacia         | Japonia         | 3                | 3 |                    |                    |  |  |            |            |  |  |        |        |
|  | Slovacia         |                 |                  | 3 |                    |                    |  |  |            |            |  |  |        |        |
|  | Franța           | 1               |                  |   |                    |                    |  |  |            |            |  |  |        |        |
|  | Franța           | 1               | Slovacia         | 0 |                    |                    |  |  |            |            |  |  |        |        |
|  |                  |                 | Slovacia         | 0 |                    |                    |  |  |            |            |  |  |        |        |
|  |                  | Japonia         | 3                |   |                    |                    |  |  |            |            |  |  |        |        |
|  | Coreea de Sud    | Japonia         | 3                | 0 |                    |                    |  |  |            |            |  |  |        |        |
|  | Coreea de Sud    |                 |                  | 0 |                    |                    |  |  |            |            |  |  |        |        |
|  | Japonia          | 3               |                  |   |                    |                    |  |  |            |            |  |  |        |        |
|  | Japonia          | 3               |                  |   |                    |                    |  |  |            |            |  |  |        |        |

### Optimi
| 5 octombrie 2022 11:00 | Cehia | 1–3 | Singapore |  |

|                     | Meciuri individuale |     |             |                        |
| Hana Matelova       | Hana Matelova       | 3–1 | Zhou Jingyi | 11–8, 9–11, 11–6, 11–9 |
| Katerina Tomanovska | Katerina Tomanovska | 0–3 | Zeng Jian   | 10–12, 9–11, 9–11      |
| Marketa Sevcikova   | Marketa Sevcikova   | 0–3 | Wong Xin Ru | 7–11, 12–14, 7–11      |
| Hana Matelova       | Hana Matelova       | 0–3 | Zeng Jian   | 6–11, 4–11, 7–11       |
|                     |                     |     |             |                        |

| 5 octombrie 2022 11:00 | Puerto Rico | 1–3 | Germania |  |

|              | Meciuri individuale |     |                |                              |
| Adriana Díaz | Adriana Díaz        | 3–2 | Nina Mittelham | 11–6, 7–11, 11–7, 8–11, 11–4 |
| Melanie Diaz | Melanie Diaz        | 0–3 | Han Ying       | 2–11, 3–11, 6–11             |
| Daniely Ríos | Daniely Ríos        | 1–3 | Shan Xiaona    | 8–11, 12–10, 6–11, 3–11      |
| Adriana Diaz | Adriana Diaz        | 0–3 | Han Ying       | 1–11, 1–11, 5–11             |
|              |                     |     |                |                              |

| 5 octombrie 2022 15:00 | Hong Kong | 3–2 | România |  |

|              | Meciuri individuale |     |                  |                                |
| Zhu Chengzhu | Zhu Chengzhu        | 3–2 | Bernadette Szőcs | 12–10, 5–11, 16–18, 11–3, 12–0 |
| Doo Hoi Kem  | Doo Hoi Kem         | 3–1 | Elizabeta Samara | 11–9, 11–7, 8–11, 11–6         |
| Lee Ho Ching | Lee Ho Ching        | 1–3 | Adina Diaconu    | 8–11, 14–12, 6–11, 13–15       |
| Doo Hoi Kem  | Doo Hoi Kem         | 1–3 | Bernadette Szőcs | 5–11, 9–11, 11–5, 6–11         |
| Zhu Chengzhu | Zhu Chengzhu        | 3–2 | Elizabeta Samara | 6–11, 13–11, 4–11, 11–7, 11–9  |

| 5 octombrie 2022 15:00 | Taipeiul Chinez | 3–0 | India |  |

|               | Meciuri individuale |     |                    |                              |
| Chen Szu-yu   | Chen Szu-yu         | 3–0 | Manika Batra       | 11–7, 11–9, 11–3             |
| Cheng I-ching | Cheng I-ching       | 3–1 | Sreeja Akula       | 11–8, 5–11, 11–6, 11–9       |
| Liu Hsing-yin | Liu Hsing-yin       | 3–2 | Diya Parag Chitale | 11–6, 9–11, 9–11, 11–8, 11–7 |
|               |                     |     |                    |                              |
|               |                     |     |                    |                              |

| 5 octombrie 2022 15:00 | Slovacia | 3–1 | Franța |  |

|                   | Meciuri individuale |     |                   |                               |
| Barbora Balážová  | Barbora Balážová    | 2–3 | Prithika Pavade   | 11–7, 10–12, 11–8, 8–11, 9–11 |
| Ema Labošová      | Ema Labošová        | 3–1 | Jia Nan Yuan      | 9–11, 11–9, 12–10, 11–9       |
| Tatiana Kukuľková | Tatiana Kukuľková   | 3–2 | Pauline Chasselin | 4–11, 12–10, 6–11, 11–7, 11–3 |
| Barbora Balážová  | Barbora Balážová    | 3–1 | Jia Nan Yuan      | 11–9, 11–8, 10–12, 12–10      |
|                   |                     |     |                   |                               |

| 5 octombrie 2022 19:30 | China | 3–0 | Ungaria |  |

|             | Meciuri individuale |     |                  |                  |
| Sun Yingsha | Sun Yingsha         | 3–0 | Leonie Hartbrich | 11–4, 11–2, 11–2 |
| Chen Meng   | Chen Meng           | 3–0 | Dóra Madarász    | 11–4, 11–4, 11–3 |
| Wang Manyu  | Wang Manyu          | 3–0 | Helga Dari       | 11–3, 11–2, 11–8 |
|             |                     |     |                  |                  |
|             |                     |     |                  |                  |

| 5 octombrie 2022 19:30 | Coreea de Sud | 0–3 | Japonia |  |

|              | Meciuri individuale |     |               |                        |
| Kim Na-yeong | Kim Na-yeong        | 1–3 | Mima Ito      | 11–5, 7–11, 7–11, 8–11 |
| Lee Zi-on    | Lee Zi-on           | 0–3 | Miyuu Kihara  | 8–12, 10–12, 10–12     |
| Yoon Hyo-bin | Yoon Hyo-bin        | 1–3 | Miyu Nagasaki | 11–6, 9–11, 6–11, 8–11 |
|              |                     |     |               |                        |
|              |                     |     |               |                        |

| 5 octombrie 2022 19:30 | Portugalia | 3–1 | Luxemburg |  |

|            | Meciuri individuale |     |                   |                               |
| Fu Yu      | Fu Yu               | 3–1 | Ni Xialian        | 15–13, 7–11, 11–3, 11–4       |
| Shao Jieni | Shao Jieni          | 3–1 | Sarah De Nutte    | 11–3, 11–5, 7–11, 11–6        |
| Inês Matos | Inês Matos          | 2–3 | Tessy Gonderinger | 11–9, 9–11, 8–11, 11–8, 7–11  |
| Shao Jieni | Shao Jieni          | 3–2 | Ni Xialian        | 11–9, 8–11, 12–14, 11–3, 11–6 |
|            |                     |     |                   |                               |

### Sferturi de finală
| 6 octombrie 2022 11:00 | Taipeiul Chinez | 3–2 | Singapore |  |

|               | Meciuri individuale |     |             |                               |
| Chen Szu-yu   | Chen Szu-yu         | 3–0 | Zhou Jingyi | 11–9, 11–4, 11–7              |
| Cheng I-ching | Cheng I-ching       | 1–3 | Zeng Jian   | 8–11, 10–12, 11–9, 8–11       |
| LI Yu-Jhun    | LI Yu-Jhun          | 3–2 | Wong Xin Ru | 9–11, 9–11, 13–11, 11–7, 11–2 |
| Chen Szu-yu   | Chen Szu-yu         | 1–3 | Zeng Jian   | 4–11, 11–9, 13–15, 5–11       |
| Cheng I-ching | Cheng I-ching       | 3–0 | Zhou Jingyi | 11–8, 11–2, 11–3              |

| 6 octombrie 2022 11:00 | Hong Kong | 2–3 | Germania |  |

|              | Meciuri individuale |     |                |                           |
| Minnie Soo   | Minnie Soo          | 3–1 | Han Ying       | 7–11, 11–1, 11–9, 16–14   |
| Zhu Chengzhu | Zhu Chengzhu        | 3–1 | Nina Mittelham | 11–3, 11–5, 13–15, 11–5   |
| Lee Ho Ching | Lee Ho Ching        | 1–3 | Shan Xiaona    | 11–13, 11–5, 10–12, 14–16 |
| Zhu Chengzhu | Zhu Chengzhu        | 0–3 | Han Ying       | 6–11, 3–11, 8–11          |
| Minnie Soo   | Minnie Soo          | 1–3 | Nina Mittelham | 11–9, 11–13, 5–11, 5–11   |

| 6 octombrie 2022 19:30 | China | 3–0 | Portugalia |  |

|             | Meciuri individuale |     |            |                  |
| Wang Manyu  | Wang Manyu          | 3–0 | Shao Jieni | 11–6, 11–6, 11–5 |
| Chen Meng   | Chen Meng           | 3–0 | Fu Yu      | 11–4, 11–2, 11–5 |
| Sun Yingsha | Sun Yingsha         | 3–0 | Inês Matos | 11–4, 11–1, 11–3 |
|             |                     |     |            |                  |
|             |                     |     |            |                  |

| 6 octombrie 2022 19:30 | Slovacia | 0–3 | Japonia |  |

|                   | Meciuri individuale |     |               |                         |
| Ema Labošová      | Ema Labošová        | 0–3 | Mima Ito      | 9–11, 1–11, 3–11        |
| Barbora Balážová  | Barbora Balážová    | 1–3 | Hina Hayata   | 9–11, 7–11, 11–9, 6–11  |
| Tatiana Kukuľková | Tatiana Kukuľková   | 1–3 | Miyu Nagasaki | 11–6, 5–11, 11–13, 7–11 |
|                   |                     |     |               |                         |
|                   |                     |     |               |                         |

### Semifinale
| 7 octombrie 2022 15:00 | China | 3–0 | Taipeiul Chinez |  |

|             | Meciuri individuale |     |               |                   |
| Sun Yingsha | Sun Yingsha         | 3–0 | Chen Szu-yu   | 11–9, 11–1, 11–4  |
| Chen Meng   | Chen Meng           | 3–0 | Li Yu-Jhun    | 12–10, 11–8, 11–6 |
| Wang Manyu  | Wang Manyu          | 3–0 | Liu Hsing-yin | 11–3, 11–5, 11–9  |
|             |                     |     |               |                   |
|             |                     |     |               |                   |

| 7 octombrie 2022 19:30 | Germania | 0–3 | Japonia |  |

|                | Meciuri individuale |     |              |                                |
| Nina Mittelham | Nina Mittelham      | 2–3 | Hina Hayata  | 11–9, 3–11, 11–6, 6–11, 8–11   |
| Han Ying       | Han Ying            | 0–3 | Mima Ito     | 7–11, 7–11, 6–11               |
| Shan Xiaona    | Shan Xiaona         | 2–3 | Miyuu Kihara | 4–11, 8–11, 11–9, 12–10, 10–12 |
|                |                     |     |              |                                |
|                |                     |     |              |                                |

### Final
| 8 octombrie 2022 19:30 | China | 3–0 | Japonia |  |

|             | Meciuri individuale |     |               |                         |
| Chen Meng   | Chen Meng           | 3–0 | Miyuu Kihara  | 11–6, 11–8, 11–8        |
| Wang Manyu  | Wang Manyu          | 3–1 | Mima Ito      | 11–9, 9–11, 12–10, 11–5 |
| Sun Yingsha | Sun Yingsha         | 3–0 | Miyu Nagasaki | 11–7, 11–7, 11–8        |
|             |                     |     |               |                         |
|             |                     |     |               |                         |